# Vincenzo Miotti
Vincenzo Miotti (Murano, 25 luglio 1712 – Murano, 15 febbraio 1787) è stato un fisico e astronomo italiano.
Nacque nella chiesa di Santo Stefano da Daniele e da Angela Licini, primo di tre fratelli e due sorelle. Proveniva da una famiglia di vetrai benestanti, proprietari di una fornace: il Miotti non se ne occupò mai, lasciandola al fratello Alvise, preferendo invece la carriera ecclesiastica.
Dopo aver studiato presso il seminario patriarcale presso San Cipriano, retto dai padri somaschi, si distinse nelle lettere antiche, ma anche in matematica, fisica e astronomia. Frequentò il circolo culturale del monastero camaldolese di San Michele dove ebbe rapporti con Angelo Calogerà e Fortunato Mandelli.
Sacerdote presso la Chiesa dei Santi Maria e Donato, ebbe un'esistenza appartata e non accettò nessuno degli incarichi accademici che gli venivano offerti. Si dedicò alla progettazione e alla costruzione di strumenti per le dimostrazioni di fisica e astronomia, apprezzate da Jérôme Lalande, Paolo Frisi, Ruggiero Giuseppe Boscovich, e Alessandro Volta. Delle macchine, realizzate per lo più in cartone e legno, non resta oggi granché, se non un apparato per la dimostrazione del tautocronismo della cicloide e un altro per il moto parabolico. Nei depositi del Museo del Vetro si trovano anche altri piccoli marchingegni e frammenti.